# مابوتي خانيانزا
مابوتي خانيانزا (بالإنجليزية: Mabhuti Khenyeza)‏ (17 يونيو 1982 في جنوب أفريقيا - ) هو لاعب كرة قدم جنوب أفريقي في مركز الهجوم. شارك مع منتخب جنوب أفريقيا لكرة القدم. أما مع النوادي، فقد لعب مع أياكس كيب تاون وسوبر سبورت يونايتد وماميلودي صن داونز ونادي كايزر تشيفز ونادي مبومالانجا بلاك أسأت ولمونتفيل غولدن أروز ‏.

## وصلات خارجية
- مابوتي خانيانزا على موقع ناشيونال فوتبول تيمز (الإنجليزية)